# 베로니카 로렌
베로니카 로렌(Veronica Lauren, 1980년 12월 17일 ~ )은 미국의 배우, 영화배우, 텔레비전 배우, 연극 배우이다.
샌타모니카에서 태어났다.

## 방송
- 우리 생애 나날들

## 영화
- 테이크 (2007년)
- 아메리칸 파이 (1999년)
- 그래스 하프 (1995년)
- 찰리의 유령 이야기 (1994년)
- 머나먼 여정 (1993년)
- 사랑 이야기 (1992년)
- 우리 생애 나날들 (1965년)